# België op het Eurovisiesongfestival 2012
België nam deel aan het Eurovisiesongfestival 2012 in Bakoe, Azerbeidzjan. Het was de 54ste deelname van het land op het Eurovisiesongfestival. De VRT was verantwoordelijk voor de Belgische bijdrage voor de editie van 2012.

## Selectieprocedure
België maakte reeds voor het Eurovisiesongfestival 2011 bekend te zullen deelnemen in 2012. Aanvankelijk wilde de VRT hetzelfde concept gebruiken waarmee Tom Dice in 2010 succesvol werd gekozen. Hij werd intern gekozen door de VRT en mocht zelf zijn nummer schrijven. In Oslo werd hij zesde met Me and my guitar. Veranderingen in de regels van de EBU leken deze plannen echter te dwarsbomen. De EBU wou immers alle omroepen verplichten om het publiek op zijn minst gedeeltelijk de bijdrage te mogen kiezen. De VRT wilde toch een zo minimalistisch mogelijke inbreng van het publiek. Uiteindelijk stelde de EBU de invoering van de nieuwe regel uit tot het Eurovisiesongfestival van 2013, waardoor de VRT toch besliste zowel artiest en lied intern te kiezen.
Op 18 november 2011 maakte de VRT bekend dat de keuze was gevallen op de vrij onbekende Iris, zestien jaar en wonend te Herentals. Zij bracht op 17 maart 2012 twee nummers tijdens Eurosong 2012: een song voor Iris. Het publiek kon kiezen tussen twee nummers: Safety net en Would you. Uiteindelijk koos België ervoor om Iris met Would you naar Bakoe te sturen.

## Eurosong 2012: een song voor Iris
| Plaats | Lied       | Stemmen |
| ------ | ---------- | ------- |
| 1      | Would you  | 53%     |
| 2      | Safety net | 47%     |

## In Bakoe
In Bakoe trad België aan in de eerste halve finale, op 22 mei. Iris was als achtste aan de beurt, na Sinplus uit Zwitserland en voor de Finse Pernilla Karlsson. Aan het einde van de avond bleek België niet in een van de tien enveloppen te zitten, wat betekende dat Iris uitgeschakeld was. Het was voor het tweede jaar op rij dat België de finale niet haalde. Na afloop van het festival bleek dat België op de voorlaatste plaats was geëindigd in de eerste halve finale, met amper 16 punten. Enkel Oostenrijk deed slechter. Nadien was er enorm veel heisa rond de Eurovisiesongselectie van televisiezender Eén. Het volk wilde terug een wedstrijd om de Belgische vertegenwoordiger voor het Eurovisiesongfestival zelf te kiezen.

### Gekregen punten

#### Halve finale 1
| 12 punten | 10 punten     | 8 punten | 7 punten            | 6 punten            |
| --------- | ------------- | -------- | ------------------- | ------------------- |
|           |               |          |                     | - Ierland           |
| 5 punten  | 4 punten      | 3 punten | 2 punten            | 1 punt              |
|           | - Griekenland |          | - Albanië - Finland | - Roemenië - Spanje |

### Punten gegeven door België

#### Halve finale 1
Punten gegeven in de eerste halve finale:
| 12 punten | Rusland     |
| 10 punten | Albanië     |
| 8 punten  | Griekenland |
| 7 punten  | Ierland     |
| 6 punten  | Hongarije   |
| 5 punten  | IJsland     |
| 4 punten  | Roemenië    |
| 3 punten  | Cyprus      |
| 2 punten  | Oostenrijk  |
| 1 punt    | Finland     |

#### Finale
Punten gegeven in de finale:
| 12 punten | Zweden              |
| 10 punten | Albanië             |
| 8 punten  | Rusland             |
| 7 punten  | Turkije             |
| 6 punten  | Spanje              |
| 5 punten  | Servië              |
| 4 punten  | Ierland             |
| 3 punten  | Roemenië            |
| 2 punten  | Griekenland         |
| 1 punt    | Verenigd Koninkrijk |